# Бенуа, Андре (хоккеист)
Андре́ Бенуа́ (англ. André Benoit; род. 6 января 1984, Сент-Альберт) — канадский хоккеист, защитник.

## Карьера
Андре Бенуа начал свою профессиональную карьеру в 2000 году в составе клуба Хоккейной лиги Онтарио «Китченер Рейнджерс». В составе «рейнджеров» Андре становился обладателем Мемориального кубка, выигрывал первенство OHL, становился лучшим игроком лиги, а также несколько раз удостаивался звания лучшего снайпера и бомбардира среди защитников лиги. В 2005 году Бенуа стал выступать за клуб АХЛ «Гамильтон Булдогс», а спустя год подписал трёхлетний контракт с «Монреаль Канадиенс». Тем не менее, весь сезон 2006/07 Андре провёл в «Гамильтоне», выиграв с ним Кубок Колдера.
В 2007 году Бенуа принял решение отправиться в Европу, где он заключил соглашение с клубом финской СМ-Лиги «Таппара», в составе которой он стал бронзовым призёром турнира, а также лучшим ассистентом лиги среди защитников, сделав 29 результативных передач. Сезон 2008/09 Бенуа провёл в шведском «Сёдертелье», где в 64 матчах набрал 22 (4+18) очка. 13 мая 2009 года Андре вновь вернулся в систему «Монреаля», подписав с клубом однолетний контракт. Однако сезон 2009/10 Бенуа, несмотря на свою высокую результативность, также провёл в АХЛ.
6 августа 2010 года Андре заключил однолетнее соглашение с «Оттавой Сенаторс», в составе которой в сезоне 2010/11 он, наконец, дебютировал в НХЛ, проведя на площадке 8 матчей, и набрав 1 (0+1) очко. Тем не менее, большую часть сезона он вновь провёл в АХЛ в составе фарм-клуба «Оттавы» «Бингхэмтон Сенаторс», с которым во второй раз в своей карьере стал обладателем Кубка Колдера, снова став лучшим ассистентом лиги.
11 августа 2011 года Бенуа подписал однолетний контракт с московским «Спартаком». 14 сентября того же года в матче против нижегородского «Торпедо» Андре дебютировал в КХЛ, также сделав результативную передачу, а спустя месяц, 12 октября в матче против новосибирской «Сибири» он забросил свою первую шайбу в лиге, принеся победу москвичам со счётом 4:3.

### Международная
В составе сборной Канады Андре Бенуа принимал участие в юниорском чемпионате мира 2002 года, на котором в 8 матчах он набрал 4 (1+3) очка.

## Достижения
- Обладатель Мемориального кубка 2003.
- Победитель OHL 2003.
- Лучший снайпер и бомбардир-защитник OHL 2003.
- Приз за лучшие джентльменские качества OHL (Уильям Хэнли Трофи) 2004.
- Приз лучшему взрослому игроку OHL (Лео Лалонд Мемориал Трофи) 2005.
- Лучший снайпер, ассистент и бомбардир-защитник OHL 2005.
- Рекордсмен OHL по количеству очков, набранных защитником в одном матче (8).
- Обладатель Кубка Колдера (2): 2007, 2011.
- Лучший ассистент-защитник плей-офф Кубка Колдера 2007.
- Бронзовый призёр чемпионата Финляндии 2008.
- Лучший ассистент-защитник чемпионата Финляндии 2008.
- Лучший ассистент-защитник плей-офф Кубка Колдера 2010.
- Лучший ассистент плей-офф Кубка Колдера 2011.
- Лучший снайпер и бомбардир-защитник плей-офф Кубка Колдера 2011.

## Статистика выступлений
Последнее обновление: 3 февраля 2013 года
|                 |                     |                 | Регулярный сезон | Регулярный сезон | Регулярный сезон | Регулярный сезон | Регулярный сезон | Регулярный сезон | Плей-офф | Плей-офф | Плей-офф | Плей-офф | Плей-офф | Плей-офф |
| Сезон           | Команда             | Лига            | Игр              | Г                | П                | Очк              | +/-              | Штр              | Игр      | Г        | П        | Очк      | +/-      | Штр      |
| --------------- | ------------------- | --------------- | ---------------- | ---------------- | ---------------- | ---------------- | ---------------- | ---------------- | -------- | -------- | -------- | -------- | -------- | -------- |
| 2000/01         | Китченер Рейнджерс  | OHL             | 65               | 16               | 19               | 35               | -4               | 37               | —        | —        | —        | —        | —        | —        |
| 2001/02         | Китченер Рейнджерс  | OHL             | 62               | 13               | 32               | 45               | +20              | 77               | 4        | 1        | 0        | 1        | -3       | 8        |
| 2002/03         | Китченер Рейнджерс  | OHL             | 65               | 22               | 45               | 67               | +23              | 77               | 21       | 1        | 16       | 17       | +7       | 16       |
| 2003/04         | Китченер Рейнджерс  | OHL             | 65               | 24               | 51               | 75               | +30              | 67               | 5        | 1        | 1        | 2        | -7       | 6        |
| 2004/05         | Китченер Рейнджерс  | OHL             | 67               | 24               | 53               | 77               | +36              | 72               | 15       | 5        | 13       | 18       | +9       | 6        |
| 2005/06         | Гамильтон Булдогс   | АХЛ             | 70               | 7                | 19               | 26               | -15              | 60               | —        | —        | —        | —        | —        | —        |
| 2006/07         | Гамильтон Булдогс   | АХЛ             | 64               | 10               | 21               | 31               | +15              | 41               | 22       | 2        | 11       | 13       | +13      | 22       |
| 2007/08         | Таппара             | СМ-Лига         | 54               | 12               | 26               | 38               | +28              | 96               | 11       | 2        | 3        | 5        | +4       | 10       |
| 2008/09         | Сёдертелье          | Элитная серия   | 54               | 4                | 16               | 20               | -15              | 34               | 10       | 0        | 2        | 2        | +4       | 101      |
| 2009/10         | Гамильтон Булдогс   | АХЛ             | 78               | 6                | 30               | 36               | +18              | 63               | 19       | 3        | 11       | 14       | +2       | 8        |
| 2010/11         | Бингхэмтон Сенаторс | АХЛ             | 73               | 11               | 44               | 55               | +2               | 53               | 23       | 3        | 15       | 18       | +6       | 14       |
| 2010/11         | Оттава Сенаторс     | НХЛ             | 8                | 0                | 1                | 1                | -1               | 6                | —        | —        | —        | —        | —        | —        |
| 2011/12         | Спартак             | КХЛ             | 53               | 5                | 12               | 17               | -1               | 34               | —        | —        | —        | —        | —        | —        |
| 2012/13         | Оттава Сенаторс     | НХЛ             | 7                | 0                | 3                | 3                | -1               | 2                | —        | —        | —        | —        | —        | —        |
| Всего в НХЛ     | Всего в НХЛ         | Всего в НХЛ     | 8                | 0                | 1                | 1                | -1               | 6                | —        | —        | —        | —        | —        | —        |
| Всего в КХЛ     | Всего в КХЛ         | Всего в КХЛ     | 53               | 5                | 12               | 17               | -1               | 34               | —        | —        | —        | —        | —        | —        |
| Всего в карьере | Всего в карьере     | Всего в карьере | 788              | 154              | 371              | 525              | +140             | 731              | 120      | 18       | 70       | 88       | +31      | 90       |

1 — Переходный турнир.

### Международная
| Турнир   | Место | Игр | Г | П | Очк | +/- | Штр |
| -------- | ----- | --- | - | - | --- | --- | --- |
| ЮЧМ-2002 | 6     | 8   | 1 | 3 | 4   | --  | 4   |